# POLUKRBAT
Польско-украинский батальон (ПОЛУКРБАТ; пол. Polsko-Ukraiński Batalion Sił Pokojowych, POLUKRBAT, укр. Українсько-польський миротворчий батальйон, УКРПОЛБАТ) — это отдельный батальон, предназначенный для участия в международных миротворческих и гуманитарных операциях, проводимых под эгидой ООН или международных сил, созданных в соответствии с решением Совета Безопасности ООН.

## Формирование батальона
26 октября 1997 года в Варшаве между Украиной и Польшей было подписано соглашение о создании совместного миротворческого батальона (ратифицированное Верховной Радой Украины после длительных дискуссий 6 апреля 2000 года).
В соответствии с соглашением, место постоянной дислокации польского компонента батальона было определено на территории Польши, место постоянной дислокации украинского компонента батальона - на территории Украины. Языком общения личного состава был утверждён английский язык.
От Польши в состав создаваемого батальона было включено подразделение из военнослужащих 14-й бронетанковой бригады.
От Украины в состав батальона был включён 1-й отдельный специальный батальон вооружённых сил Украины имени гетмана Петра Сагайдачного (сформированный из военнослужащих 310-го механизированного полка 24-й отдельной механизированной бригады Сухопутных войск Украины), в составе которого имелось подразделение военной полиции.
В последующее время, в ходе ежегодных ротаций личного состава, в составе батальона служили военнослужащие иных подразделений.
12 июня 1999 года НАТО приняло решение о создании стабилизационных сил в Косово (принятое решение распространялось и на Польшу, которая являлась членом НАТО с 12 марта 1999 года).
1 сентября 1999 года Украина начала участие в операции.
Подготовка украинского компонента батальона проходила в соответствии со стандартами НАТО.
Перед отправкой украинского батальона в Косово, в начале осени 1999 года с военнослужащими были проведены совместные украинско-американские учения по отработке условного разгона демонстрации (американцы выполняли роли участников агрессивной толпы, а украинцы, вооруженные дубинками и противоударными щитами, «нейтрализовывали» их).

## Деятельность
В 2000 - 2010 гг. батальон принимал участие в миротворческой операции в Косово в составе многонационального соединения «Восток» (Multinational Task Force «East») сил KFOR. Зоной ответственности батальона в Косово был анклав в муниципалитете Штрпце.
В 2000 году местом постоянной дислокации батальона стала военная база США «Бондстил», хотя часть личного состава украинской части батальона была размещена в лагерях, расположенных на территории муниципалитета Штрпце - в насёленных пунктах Брезовица (лагерь "Бреза") и Рака (лагерь "Золотой лев").
10 июля 2000 года погиб один украинский военнослужащий батальона, младший сержант Л. В. Товкан.
27 августа 2004 во время пожара, возникшего при заправке автомобиля пострадали два украинских военнослужащих батальона (прапорщик Валерий Овсиенко и старший сержант Владимир Мороз, они получили ожоги и были госпитализированы).
29 мая 2005 года застрелился из табельного пистолета ПМ один украинский военнослужащий батальона (старший прапорщик В. Г. Назаренко).
22 июня 2007 года во время патрулирования перевернулась БРДМ-2, в дорожно-транспортном происшествии погиб один украинский военнослужащий батальона (младший сержант Н. П. Ткачук) и были травмированы ещё трое (11 июля 2007 один из раненых, старший сержант О. А. Денисюк, скончался в госпитале от полученных травм).
После того, как 13 февраля 2008 года в Штрпце состоялся митинг протеста против провозглашения независимости Косово, 14 февраля 2008 батальон был приведён в повышенную боевую готовность
После того, как 17 февраля 2008 года парламент Косово в одностороннем порядке провозгласил независимость Косово, 18 февраля 2008 года военнослужащие тактической группы "East" начали специальную операцию "Red knight East" по стабилизации обстановки в регионе, в которой были задействованы военнослужащие батальона.
В июне 2008 года США начали обучение военнослужащих украинского контингента английскому языку.
В октябре 2009 года министерство обороны Украины приняло решение - с августа 2010 года уменьшить численность украинского компонента батальона до 125 военнослужащих.
В начале марта 2010 года в связи с реорганизацией сил KFOR украинский компонент (180 военнослужащих) был выведен из состава польско-украинского батальона и преобразован в самостоятельное подразделение.
Вслед за этим, украинским военнослужащим поручили осуществление контроля пропускного режима на границе Косово с Республикой Македония (на контрольно-пропускном пункте «Блейс» вблизи населенного пункта Денерал Янкович - на расстоянии 50 км от базового лагеря «Бреза»)
В августе 2010 года украинский контингент в количестве 185 военнослужащих был переформирован и получил название «национальный контингент в Косово, Республика Сербия».
1 мая 2011 года украинско-польское соглашение 1997 года о создании батальона утратило силу (хотя изначально, в момент подписания, соглашение являлось бессрочным).